# 相笠昌義
相笠 昌義（あいがさ まさよし、1939年2月18日 - ）は、日本の画家。洋画家であり版画家である。
1972年作品の「見る人」から派生した「～をみる人」シリーズや、駅のホームを題材にした作品、日常風景を描いた作品などが主な代表作品である。

## 経歴
相笠 昌義は1939年、東京・日本橋で生まれた。1962年に東京芸術大学を卒業後、1960年代は版画やコラージュを中心に制作。1968年「文明嫌悪症連作」はカメラ雑誌から切り取った形体によるコラージュと、そこから展開する版画のシリーズで、人間が生み出す文明や人間の存在そのものへの嫌悪を諷刺的に表現した。
1970年、油彩による制作を再開。作風は一転して具象となり、個々の人間が時間に翻弄されながら存在するさまを描いた《時間差計画》のシリーズは、1970年代中頃から、駅や公園、動物園など、都会の中の群衆をテーマにした《日常生活》 へと移行。人々が集まる都会の一角を舞台に、そこで繰り広げられる何気ない日常生活の一断面をリアルに描いた一連の作品で、アイロニーとユーモアの漂う独自の世界を築き上げた。
その後も「日常生活」をテーマに家族、子どもたち、海外の街角、観光地など、新たな視点を取り入れつつ、卓越した観察眼と徹底したリアリズムで現代社会に生きるさまざまな人間模様を描き続けている。

## エピソード
- 東京芸術大学で洋画家・小磯良平の教室で学んだ後、新人洋画家の登竜門とされ、画壇の芥川賞とも言われた安井賞を受賞し、確固たる地位を築き上げた。

- 東京国立近代美術館、京都国立近代美術館、東京都美術館、栃木県立美術館、米子市立美術館など数多くの美術館に作品が収蔵されている。[2]

- 相笠 昌義は、「人間を描くことが一番好きです」と宣言している。自分の家族を含め、「日常のごく当たり前の生活」を描くことが、自らができる「現代を見つめる唯一の方法」とも語っている。[3]

- 相笠 昌義の作品には「～をみる人」というタイトルの作品が目立つ。1972年の作品である、人々が壁を眺めている「見る人」を皮切りに、その後次々と「～をみる人」の作品が生まれた。動物園では「ゴリラをみる人」「ゾウをみる人」「オランウータンをみる人」などが描かれ、他にも「富士をみる人」「金閣寺をみる人」「ピラミッドをみる人」などが描かれている。[4]

- 昆虫収集を趣味としており、自宅兼アトリエには、壁一面の油彩画と、100を超える標本が並ぶ。昆虫の収集歴は40年を数え、コレクションは１万匹を超えた。[5]

- 2014年の美術年鑑に号20万円で掲載されており、一流画家の号単価の評価となっている。[6]

## 主な代表作品
- 「見る人」（油彩・260×396mm・1972年作） - 個人蔵[1]
- 「みる人」（油彩・909×1167mm・1972年作） - 東京オペラシティアートギャラリー蔵[7]
- 「日常生活・地下鉄を待つ人」（油彩・970×1621mm・1978年作） - 京都国立近代美術館蔵[8]
- 「夜の駅」（油彩・910×1170mm・1975年作） - 東京都現代美術館蔵[9]
- 「カラバンチェロの昼さがり」（油彩・975×1623mm・1981年作） - 東京国立近代美術館蔵[10]
- 「時間差計画・駅にて」（油彩・1303×1621㎜・1971年作）[11]

など

## 年譜
- 1939年 東京日本橋に生まれる
- 1957年 聖学院高等学校を卒業
- 1962年 東京芸術大学美術学部油絵科を卒業
- 1965年 第9回シェル美術賞展で佳作賞を受賞
- 1971年 第15回シェル美術賞展で3等賞を受賞
- 1972年 第2回新鋭選抜展で優賞を受賞　第3回・第4回展でも優賞を受賞　神奈川県座間市にアトリエをかまえる
- 1979年 NHK教育テレビ「文化シリーズ・美を探る」で相笠昌義・沈黙の風景に出演　芸術選奨新人賞を受賞　文化庁芸術家在外研修員として1年スペインに滞在
- 1982年 第25回安井賞展で安井賞を受賞
- 1983年 日本テレビ「美の世界」で都会生活の孤独・相笠昌義に出演
- 1984年 第1回日本青年画家展で優秀賞を受賞　1993年まで産経新聞　新東京カタログの挿絵をてがける
- 1985年 毎日新聞　半村良の連載小説「岬一郎の抵抗」の挿絵をてがける
- 1986年 多摩美術大学助教授となる
- 1987年 池田20世紀美術館で個展相笠昌義その世界展を開催
- 1989年 多摩美術大学教授となる
- 1990年 テレビ東京「美に生きる」に出演
- 1996年 NHKテレビ「美の朝」に出演
- 2004年 町田市立国際版画美術館で個展　相笠昌義　版画・油彩・素描展を開催
- 2005年 東京オペラシティアートギャラリーにて個展を開催
- 2006年 母校・聖学院礼拝堂のステンドグラス制作
- 2008年 損保ジャパン東郷青児美術館大賞を受賞　多摩美術大学美術館で個展を開催
- 2009年 茨城県つくば美術館で個展　日常生活―相笠昌義の世界展を開催
- 2010年 損保ジャパン東郷青児美術館で個展　受賞記念相笠昌義展―日常生活を開催

## 画集
- 「相笠昌義作品集　スペイン・レポート 1979～1984」 彩鳳堂画廊 1984年
- 「相笠昌義　その世界　1952～1987」 彩鳳堂画廊 1987年
- 「相笠昌義　日常生活」 美術出版社 1996年
- 「相笠昌義作品集　描かれた日常 1961-2004」 美術年鑑社 2004年

## 個展図録
- 「日常生活－相笠昌義の世界展」 茨城県つくば美術館 2009年
- 「相笠昌義展－日常生活」 損保ジャパン美術財団 2010年

## 書籍
- 相笠昌義「人物画の描き方：初歩の油絵」 日本文芸社 1979年
- 「はじめてであうずかん・けもの」 福音館書店 1980年
- 「画家たちの旅　スケッチノート」 NHK出版 1997年
- 相笠昌義「鉛筆画　クロッキーから精密描写まで」 六耀社 1998年

## 主な作品収蔵先
- 東京国立近代美術館
- 京都国立近代美術館
- 東京都現代美術館
- 東京オペラシティアートギャラリー
- 町田市立国際版画美術館
- 文化庁
- 栃木県立美術館
- 神奈川県立近代美術館
- 宮崎県立美術館
- 新潟市美術館
- 福岡市美術館
- 目黒区美術館
- 浜松市美術館
- 佐久市立近代美術館
- 刈谷市美術館
- 米子市美術館
- 池田20世紀美術館
- ウッドワン美術館
- 早稲田大学
- 多摩美術大学
- 東京ステーションギャラリー

など